# Batalha de Gonzales
A Batalha de Gonzales foi o primeiro confronto militar da Revolução do Texas. Foi travada perto de Gonzales, Texas, em 2 de outubro de 1835, entre colonos texanos rebeldes e um destacamento de soldados do exército mexicano.
Em 1831, as autoridades mexicanas emprestaram aos colonos de Gonzales um pequeno canhão para ajudar a protegê-los dos frequentes ataques dos comanches. Nos quatro anos seguintes, a situação política no México se deteriorou e, em 1835, vários estados se revoltaram. À medida que a agitação se espalhava, o coronel Domingo de Ugartechea, comandante de todas as tropas mexicanas no Texas, considerou imprudente deixar os moradores de Gonzales com uma arma e solicitou a devolução do canhão.
Quando o pedido inicial foi recusado, a Ugartechea enviou 100 dragões (tropas) para recuperar o canhão. Os soldados se aproximaram de Gonzales em 29 de setembro, mas os colonos usaram uma variedade de desculpas para mantê-los longe da cidade, enquanto enviam secretamente mensageiros para solicitar ajuda às comunidades próximas. Em dois dias, cerca de 140 texanos se reuniram em Gonzales, todos determinados a não desistir do canhão. Em 1º de outubro, os colonos votaram para iniciar uma luta. Soldados mexicanos abriram fogo quando os texanos se aproximaram de seu acampamento nas primeiras horas de 2 de outubro. Após várias horas de tiroteio aleatório, os soldados mexicanos se retiraram. 
Embora a escaramuça tenha pouco significado militar, marcou um claro rompimento entre os colonos e o governo mexicano e é considerada o início da Revolução do Texas. As notícias do conflito se espalharam pelos Estados Unidos, onde costumava ser chamado de "Lexington do Texas". O destino do canhão é contestado. Pode ter sido enterrado e redescoberto em 1936 ou pode ter sido apreendido pelas tropas mexicanas após a Batalha do Álamo.

## Antecedentes
A Constituição mexicana de 1824 liberalizou as políticas de imigração do país, permitindo que estrangeiros se instalassem em regiões de fronteira, como o Texas mexicano. Em 1825, o americano Green DeWitt recebeu permissão para estabelecer 400 famílias no Texas, perto da confluência dos rios San Marcos e Guadalupe. A Colônia DeWitt rapidamente se tornou um alvo de ataque favorito das tribos locais Karankawa, Tonkawa e Comanche, e em julho de 1826 eles destruíram a capital, Gonzales. A cidade foi reconstruída no ano seguinte, depois que DeWitt negociou tratados de paz com Karankawa e Tonkawa. O Comanche continuou a realizar ataques periódicos ao assentamento nos anos seguintes. Incapaz de dispensar tropas militares para proteger a cidade, em 1831 o chefe político da região enviou aos colonos de Gonzales um canhão de seis libras, descrito pelo historiador Timothy Todish como "uma pequena arma furada, que serve pouco mais do que começar corridas de cavalos".
Durante a década de 1830, o governo mexicano oscilou entre as políticas federalista e centralista. Quando o pêndulo oscilou bruscamente em direção ao centralismo em 1835, vários estados mexicanos se revoltaram. Em junho, um pequeno grupo de colonos no Texas usou a agitação política como desculpa para se rebelar contra as taxas alfandegárias, em um incidente conhecido como Perturbações de Anahuac. O governo federal respondeu enviando mais tropas para o Texas. A opinião pública estava nitidamente dividida. Algumas comunidades apoiaram a rebelião por vários motivos. Outros, incluindo Gonzales, declararam sua lealdade ao governo centralista do presidente mexicano Antonio López de Santa Anna. Os líderes locais começaram a convocar uma Consulta para determinar se a maioria dos colonos era a favor da independência, um retorno ao federalismo ou o status quo. Embora alguns líderes preocupassem que as autoridades mexicanas considerassem este tipo de reunião um passo em direção à revolução, no final de agosto a maioria das comunidades concordou em enviar delegados à Consulta, marcada para 15 de outubro. Nesse ínterim, muitas comunidades se formaram Empresas da milícia texana para se protegerem de um possível ataque das forças militares.
Em 10 de setembro, um soldado mexicano espancou um residente de Gonzales, o que gerou indignação generalizada e protestos públicos. autoridades mexicanas consideraram insensato deixar os colonos com uma arma. O coronel Domingo de Ugartechea, comandante de todas as tropas mexicanas no Texas, enviou um cabo e cinco homens alistados para recuperar o canhão que havia sido dado aos colonos. Muitos dos colonos acreditavam que as autoridades mexicanas estavam inventando uma desculpa para atacar a cidade e eliminar a milícia. Em uma reunião na cidade, três cidadãos votaram para entregar a arma para evitar um ataque; o restante, incluindo o alcalde Andrew Ponton, votou para se manter firme. De acordo com o historiador Stephen Hardin, "o canhão se tornou um ponto de honra e um símbolo improvável de manifestação. Os cidadãos de Gonzales não tinham intenção de entregar a arma em um momento de tensão crescente". Os soldados foram escoltados da cidade sem o canhão.

## Prelúdio
Ponton antecipou que Ugartechea enviaria mais tropas para forçar a entrega do canhão. Assim que o primeiro grupo de soldados deixou Gonzales, Ponton enviou um mensageiro à cidade mais próxima, Mina, para solicitar ajuda. A notícia se espalhou rapidamente que até 300 soldados deveriam marchar sobre Gonzales. Stephen F. Austin, um dos homens mais respeitados do Texas e líder de fato dos colonos, enviou mensageiros para informar as comunidades vizinhas sobre a situação. Austin alertou os texanos a permanecerem na defensiva, já que qualquer ataque não provocado contra as forças mexicanas poderia limitar o apoio que os texanos poderiam receber dos Estados Unidos se a guerra oficialmente começasse.
Em 27 de setembro de 1835, um destacamento de 100 dragões, liderado por Francisco de Castañeda, deixou San Antonio de Béxar, levando uma ordem oficial para Ponton entregar o canhão. Castañeda foi instruído a evitar o uso de força, se possível. Quando as tropas se aproximaram de Gonzales em 29 de setembro, eles descobriram que os colonos haviam removido a balsa e todos os outros barcos do rio Guadalupe. Do outro lado do rio que se movia rapidamente, dezoito texanos esperavam. Albert Martin, capitão da companhia Gonzales Texian Militia, informou aos soldados que Ponton estava fora da cidade e, até seu retorno, o exército deveria permanecer na margem oeste do rio.
Sem uma maneira fácil de atravessar o rio, Castañeda e seus homens acamparam no terreno mais alto da área, a cerca de 270 m do rio. Três texanos correram para enterrar o canhão, enquanto outros viajaram para as comunidades próximas para pedir ajuda. Ao final do dia, mais de 80 homens chegaram de Fayette e Columbus. As companhias da milícia texana geralmente elegiam seus próprios líderes, e os homens agora reunidos em Gonzales invocavam seu direito de escolher seu próprio capitão em vez de se reportar a Martin. John Henry Moore de Fayette foi eleito líder, com Joseph Washington Elliot Wallace e Edward Burleson, ambos de Columbus, respectivamente eleitos segundo e terceiro no comando.
Em 30 de setembro, Castañeda reiterou seu pedido pelo canhão e foi novamente rejeitado. Os texanos insistiram em discutir o assunto diretamente com a Ugartechea. Segundo o seu porta-voz, até que isso fosse possível "a única resposta que posso dar é que agora não posso [e] não vou entregar o canhão a vocês". Castañeda relatou a Ugartechea que os texanos estavam parados, provavelmente para dar tempo aos reforços para se reunirem.
Em San Antonio de Béxar, Ugartechea pediu ao Dr. Lancelot Smither, residente na cidade a trabalho pessoal, que ajudasse Castañeda a convencer os colonos a seguirem as ordens. Quando Smither chegou em 1 de outubro, ele se encontrou com o capitão da milícia Mathew Caldwell para explicar que os soldados não faziam mal se os colonos abandonassem pacificamente o canhão. Caldwell instruiu Smither a trazer Castañeda à cidade na manhã seguinte para discutir o assunto. Quase ao mesmo tempo, Moore convocou um conselho de guerra, que rapidamente votou para iniciar uma luta. Não está claro se o conselho de guerra estava ciente de que Caldwell havia prometido a Castañeda passagem segura para Gonzales na manhã seguinte.
Texians desenterrou o canhão e é montado sobre rodas do carro. Na falta de balas de canhão, eles se reuniram sucatas de metal para preencher o canhão., James C. Neill, que tinham servido em uma companhia de artilharia durante a guerra de 1812, foi dado o comando do canhão. Ele reuniu vários homens, incluindo Almaron Dickinson, para formar a primeira companhia de artilharia Texians. Um local Metodista ministro abençoou suas atividades em um sermão que fez referência freqüente à Revolução Americana.
Enquanto os texanos faziam planos para um ataque, Castañeda soube por um índio Coushatta que cerca de 140 homens estavam reunidos em Gonzales, com mais esperados. Os soldados mexicanos começaram a procurar um lugar seguro para atravessar o rio. Ao cair da noite em 1 ° de outubro, eles pararam para acampar, a 11 km rio acima de seu local anterior.

## Batalha
Os texanos começaram a cruzar o rio por volta das 19h. Menos da metade dos homens estava montada, diminuindo seu progresso enquanto rastreavam os soldados mexicanos. Uma névoa espessa rolou por volta da meia-noite, atrasando-os ainda mais. Por volta das 3 da manhã, os texanos chegaram ao novo acampamento mexicano. Um cachorro latiu ao se aproximarem, alertando os soldados mexicanos, que começaram a atirar. O barulho fez com que um dos cavalos texanos entrasse em pânico e arremessasse seu cavaleiro, que tinha o nariz sangrando. Moore e seus homens se esconderam nas árvores até o amanhecer. Enquanto esperavam, alguns dos texanos invadiram um campo próximo e comeram melancia.
Com a escuridão e a névoa, os soldados mexicanos não podiam estimar quantos homens os cercaram. Eles recuaram 300 jardas (270 m) para um penhasco próximo. Por volta das 6 da manhã, os texanos emergiram das árvores e começaram a atirar nos soldados mexicanos. O tenente Gregorio Pérez contra-ataca com 40 soldados montados. Os texanos caíram nas árvores e dispararam uma rajada, ferindo um soldado mexicano. De acordo com alguns relatos, o canhão caiu da carroça com o tiro. Incapazes de manobrar com segurança entre as árvores, os cavaleiros mexicanos voltaram ao penhasco.
Quando o nevoeiro se dissipou, Castañeda enviou Smither para solicitar um encontro entre os dois comandantes. Smither foi prontamente preso pelos texanos, que suspeitavam de sua presença entre os soldados mexicanos. No entanto, Moore concordou em se encontrar com Castañeda. Moore explicou que seus seguidores não reconheciam mais o governo centralista de Santa Anna e, em vez disso, permaneceram fiéis à Constituição de 1824, que Santa Anna repudiou. Castañeda revelou que compartilhava de suas inclinações federalistas, mas que era obrigado a seguir as ordens.
Quando Moore voltou ao acampamento, os texanos ergueram uma bandeira branca feita em casa com uma imagem do canhão pintada de preto no centro, sobre as palavras " Venha e pegue ". A bandeira improvisada evocou o slogan da era revolucionária americana "Don't Tread on Me". texanos então dispararam seus canhões no acampamento mexicano. Percebendo que estava em menor número e com menos armas, Castañeda liderou suas tropas de volta a San Antonio de Béxar. As tropas foram embora antes que os texanos terminassem de recarregar. Em seu relatório a Ugartechea, Castañeda escreveu "como as ordens de Vossa Senhoria eram para que eu me retirasse sem comprometer a honra das armas mexicanas, eu o fiz".

## Consequências
Dois soldados mexicanos foram mortos no ataque. A única vítima texana foi o nariz sangrando sofrido pelo homem que saltou de seu cavalo. Embora o evento tenha sido, como caracterizado por Davis, "uma escaramuça inconseqüente em que um lado não tentou lutar", os texanos logo o declararam uma vitória sobre as tropas mexicanas. Apesar de seu impacto militar mínima, Hardin afirma que o conflito "significado político era imensurável". Um grande número de texanos tomou uma posição armada contra o exército mexicano, e eles não tinham intenção de retornar à sua posição neutra em relação ao governo de Santa Anna. Dois dias após a batalha, Austin escreveu para o Comitê de Segurança Pública, "A guerra é declarada - a opinião pública a proclamou contra um despotismo militar - A campanha começou". A notícia da escaramuça, originalmente chamada de "a luta na casa de Williams", espalhou pelos Estados Unidos, encorajando muitos aventureiros a virem ao Texas para ajudar na luta contra o México. Os jornais referiram-se ao conflito como "Lexington do Texas"; quando as Batalhas de Lexington e Concord deram início à Revolução Americana, a escaramuça de Gonzales deu início à Revolução do Texas.
Antes que a luta estourasse oficialmente, Santa Anna percebeu que medidas mais fortes eram necessárias para garantir a calma no Texas. Ele ordenou a seu cunhado, general Martín Perfecto de Cos trazer cerca de 500 soldados para o Texas. Cos e seus homens chegaram em Goliad em 2 de outubro. Três dias depois, após saber dos acontecimentos em Gonzales, os soldados saíram de San Antonio de Bexar.
Gonzales se tornou um ponto de encontro para Texians oposição a políticas de Santa Anna. Em 11 de outubro, eles elegeram Austin por unanimidade como comandante, apesar de sua falta de treinamento militar. No dia seguinte, Austin liderou os homens em uma marcha em direção a San Antonio de Béxar para sitiar as tropas de Cos. No final do ano, os texanos expulsaram todas as tropas mexicanas do Texas.
O destino do canhão é contestado. De acordo com as memórias (escritas na década de 1890) do ferreiro Gonzales Noah Smithwick, o canhão foi abandonado depois que os eixos da carroça começaram a fumegar durante uma marcha para San Antonio de Béxar para ajudar no cerco de Austin. Smithwick relatou que o canhão foi enterrado perto de um riacho não muito longe de Gonzales. Um canhão de ferro pequena foi exposto durante uma inundação perto de 1936. Em 1979, este canhão foi comprado pelo Dr. Patrick Wagner, que acreditava que correspondida Smithwick descrições dos canhões usados em batalha. O curador da História Militar na Smithsonian Institution de canhão verificado que Wagner era um tipo de arma usada pequeno giro na América através de 1836. O Laboratório de Conservação na Universidade do Texas confirmaram que o canhão Wagner havia sido enterrado em solo úmido por um período de tempo prolongado.
Escrevendo no The Handbook of Texas, o historiador Thomas Ricks Lindley afirma que o canhão de Wagner não corresponde ao relato de Smithwick. A arma Wagner é feita de ferro e é menor do que uma arma de seis libras. Historiadores como Lindley acham mais provável que o canhão Gonzales tenha sido levado para San Antonio de Béxar, onde foi usado durante a Batalha do Álamo e capturado pelas tropas mexicanas em março de 1836. Provavelmente foi derretido com muitos dos outros canhões quando o exército mexicano recuou.
A batalha é encenada durante a celebração Come and Take It em Gonzales todo mês de outubro. Em Gonzales e nos arredores, há nove marcos históricos do Texas que comemoram vários locais usados no prelúdio da batalha.